# Rivière Villiers
Pour les articles homonymes, voir Villiers.
La rivière Villiers est un affluent de la rivière du Poste, coulant entièrement dans le canton de Villiers, du côté ouest de la rivière Saint-Maurice, dans le territoire non organisé de la Baie-de-la-Bouteille, dans la municipalité régionale de comté (MRC) de Matawinie, dans la région administrative de la Lanaudière, au Québec, au Canada.
Ce cours d'eau fait partie du bassin versant de la rivière Matawin laquelle coule généralement vers l'est pour se déverser sur la rive est de la rivière Saint-Maurice laquelle se déverse à son tour à Trois-Rivières sur la rive nord du fleuve Saint-Laurent.
L’activité économique du bassin versant de la rivière Villiers est la foresterie et les activités récréotouristiques. Le cours de la rivière coule entièrement en zones forestières. La surface de la rivière est généralement gelée de la mi-décembre jusqu’à la fin mars.

## Géographie
La rivière Villiers prend sa source à l’embouchure du lac Read (longueur : 0,8 km ; altitude : 530 m) dans le canton de Villiers, dans le territoire non organisé de Baie-de-la-Bouteille. Ce lac s’approvisionne par le nord du lac Villiers (longueur : 19,4 km ; altitude : 457 m) lequel chevauche les cantons de Troyes et de Villiers.
À partir de l’embouchure du lac Read, la rivière Villiers coule sur 76 km, selon les segments suivants :
- 21,8 km vers le nord traversant les lacs Foligné, Discharge, Moyre et Castelveyre jusqu'à la décharge du lac Chavannes ;
- 25,8 km en suivant un grand U vers le sud, puis traversant les lac Villiers et Cousineau jusqu’au lac Legaré ;
- 12,8 km de l'embouchure du la Legaré.
- 1,8 km vers le nord-est, jusqu’à la décharge du lac Legrand (venant du nord) ;
- 3,3 km vers le sud-est, jusqu’à la décharge du lac à la Cloche (venant du sud-ouest) ;
- 5,0 km vers le nord-est, jusqu’à la rive ouest d’un lac sans nom ;
- 4,7 km vers le sud-est en traversant le lac sans nom (altitude : 390 m), jusqu’à la confluence de la rivière[2].

La rivière Villiers se déverse dans le canton de Villiers, sur la rive ouest du lac Fourche lequel est traversé vers le sud-ouest par la rivière du Poste.
La confluence de la rivière Villiers est située à :
- 36,6 km au nord du centre du village de Saint-Michel-des-Saints ;
- 20,9 km au nord-ouest de l’embouchure du Réservoir Taureau ;
- 69,7 km à l'ouest de la confluence de la rivière Matawin.

## Toponymie
Le terme Villiers constitue un patronyme de famille d’origine française.
Le toponyme rivière Villiers a été officialisé le 5 décembre 1968 à la Commission de toponymie du Québec.